# کانوبینو
کانوبینو (انگلیسی: Cannobino) رودی در کشور ایتالیا است. این رودخانه از سیما دلا لوراسکا سرچشمه گرفته و پس از طی مسافت ۲۵ کیلومتر (۱۵٫۵ مایل) به دریاچه ماجیوره می‌ریزد.

## مشخصات
طول این رودخانه ۲۵ کیلومتر (۱۵٫۵ مایل) است. سرچشمهٔ این رود در سیما دلا لوراسکا قرار دارد.

## موقعیت
کانوبینو در کشور ایتالیا قرار داشته و از سیما دلا لوراسکا عبور می‌کند.